# Batracomorphus v-nigrum
Batracomorphus v-nigrum är en insektsart som beskrevs av Lindberg 1923. Batracomorphus v-nigrum ingår i släktet Batracomorphus och familjen dvärgstritar. Inga underarter finns listade i Catalogue of Life.